# Virtueel deeltje
Een virtueel deeltje is een theoretisch tijdelijk deeltje dat enkele kenmerken van een gewoon deeltje vertoont.
Energie en tijd zijn verbonden grootheden volgens het onzekerheidsprincipe van Heisenberg. Dit betekent dat het mogelijk is dat een systeem extra energie heeft, onder voorwaarde dat deze energie weer 'teruggegeven' wordt na een korte periode van tijd, korter naarmate de extra energie groter is. Als deze energie groot genoeg is, kan deze gebruikt worden om een systeem van een deeltje en zijn antideeltje te laten ontstaan, die elkaar dan binnen de beschikbare tijd weer annihileren. Dergelijke deeltjes noemt men virtuele deeltjes, en het bestaan van deze virtuele deeltjes zorgt ervoor dat ook het vacuüm in de kwantummechanica nog energie heeft (de kosmologische constante).
Hoewel virtuele deeltjes niet direct kunnen worden gemeten, hebben ze wel een aantal interessante effecten:
- Het casimireffect, waarbij twee ongeladen, geleidende platen elkaar aantrekken.
- Moderne theorieën geven aan dat het tijdelijk mogelijk is dat er ergens een negatieve hoeveelheid energie is. Dit betekent dat er minder virtuele deeltjes ontstaan dan in een normaal vacuüm. Dan moet er wel een minstens even grote stoot positieve energie volgen.
- Indien het mogelijk zou zijn van een geladen deeltje, zoals een elektron, van zeer dichtbij de lading te meten, zou men een kleinere waarde krijgen dan normaal. Oorzaak is, dat als er een geladen virtueel deeltjespaar gevormd wordt nabij het virtuele deeltje, het positief geladen deeltje zich gemiddeld iets dichter bij het elektron zal bevinden dan het negatief geladen deeltje.
- De hawkingstraling van zwarte gaten.

Virtuele deeltjes komen ook in feynmandiagrammen voor: alle lijnen in een feynmandiagram kunnen beschouwd worden een deeltje weer te geven, echter alleen die deeltjes die het diagram in of uit gaan zijn waarneembaar. De andere deeltjes zijn virtueel. Op deze wijze kunnen ook bij een botsing tussen deeltjes, deeltjes ontstaan die zwaarder zouden zijn dan de totale energie van de deeltjes zou toelaten - maar alleen als zeer tijdelijk tussenproduct.